# Judô nos Jogos Olímpicos de Verão de 1984
O judô nos Jogos Olímpicos de Verão de 1984 foi realizado em Los Angeles, nos Estados Unidos, com oito eventos disputados, todos masculinos. O Japão voltou a liderar o quadro de medalhas da modalidade após ter aderido ao boicote nas Olimpíadas de 1980. Por esse mesmo motivo nações tradicionais na modalidade como União Soviética e Cuba não participaram por boicotarem os Jogos nos Estados Unidos.

## Eventos do judô
Masculino: até 60 kg | até 65 kg | até 71 kg | até 78 kg | até 86 kg | até 95 kg | acima de 95 kg | Categoria aberta

## Até 60 kg
| Pos. | País                 | Atletas         |
| ---- | -------------------- | --------------- |
|      | Japão (JPN)          | Shinji Hosokawa |
|      | Coreia do Sul (KOR)  | Kim Jae-Yup     |
|      | Grã-Bretanha (GBR)   | Neil Eckersley  |
|      | Estados Unidos (USA) | Edward Liddie   |

## Até 65 kg
| Pos. | País                | Atletas            |
| ---- | ------------------- | ------------------ |
|      | Japão (JPN)         | Yoshiyuki Matsuoka |
|      | Coreia do Sul (KOR) | Hwang Jung-Oh      |
|      | França (FRA)        | Marc Alexandre     |
|      | Áustria (AUT)       | Josef Reiter       |

## Até 71 kg
| Pos. | País                | Atletas         |
| ---- | ------------------- | --------------- |
|      | Coreia do Sul (KOR) | Ahn Byeong-Keun |
|      | Itália (ITA)        | Ezio Gamba      |
|      | Grã-Bretanha (GBR)  | Kerrith Brown   |
|      | Brasil (BRA)        | Luiz Onmura     |

## Até 78 kg
| Pos. | País                     | Atletas        |
| ---- | ------------------------ | -------------- |
|      | Alemanha Ocidental (FRG) | Frank Wieneke  |
|      | Grã-Bretanha (GBR)       | Neil Adams     |
|      | Romênia (ROM)            | Mircea Fratica |
|      | França (FRA)             | Michel Nowak   |

## Até 86 kg
| Pos. | País                 | Atletas            |
| ---- | -------------------- | ------------------ |
|      | Áustria (AUT)        | Peter Seisenbacher |
|      | Estados Unidos (USA) | Robert Berland     |
|      | Brasil (BRA)         | Walter Carmona     |
|      | Japão (JPN)          | Seiki Nose         |

## Até 95 kg
| Pos. | País                     | Atletas            |
| ---- | ------------------------ | ------------------ |
|      | Coreia do Sul (KOR)      | Ha Hyoung-Zoo      |
|      | Brasil (BRA)             | Douglas Vieira     |
|      | Islândia (ISL)           | Bjarni Friðriksson |
|      | Alemanha Ocidental (FRG) | Günther Neureuther |

## Acima de 95 kg
| Pos. | País                | Atletas       |
| ---- | ------------------- | ------------- |
|      | Japão (JPN)         | Hitoshi Saito |
|      | França (FRA)        | Angelo Parisi |
|      | Canadá (CAN)        | Mark Berger   |
|      | Coreia do Sul (KOR) | Cho Yong-Chul |

## Categoria aberta
| Pos. | País                     | Atletas            |
| ---- | ------------------------ | ------------------ |
|      | Japão (JPN)              | Yasuhiro Yamashita |
|      | Egito (EGY)              | Mohammed Rashwan   |
|      | Romênia (ROM)            | Mihai Cioc         |
|      | Alemanha Ocidental (FRG) | Arthur Schnabel    |

## Quadro de medalhas do judô
| Ordem | País                   | Medalha de ouro | Medalha de prata | Medalha de bronze | Total |
| ----- | ---------------------- | --------------- | ---------------- | ----------------- | ----- |
| 1     | JPN Japão              | 4               | 0                | 1                 | 5     |
| 2     | KOR Coreia do Sul      | 2               | 2                | 1                 | 5     |
| 3     | FRG Alemanha Ocidental | 1               | 0                | 2                 | 3     |
| 4     | AUT Áustria            | 1               | 0                | 1                 | 2     |
| 5     | BRA Brasil             | 0               | 1                | 2                 | 3     |
| 5     | FRA França             | 0               | 1                | 2                 | 3     |
| 5     | GBR Grã-Bretanha       | 0               | 1                | 2                 | 3     |
| 8     | USA Estados Unidos     | 0               | 1                | 1                 | 2     |
| 9     | EGY Egito              | 0               | 1                | 0                 | 1     |
| 9     | ITA Itália             | 0               | 1                | 0                 | 1     |
| 11    | ROM Romênia            | 0               | 0                | 2                 | 2     |
| 12    | CAN Canadá             | 0               | 0                | 1                 | 1     |
| 12    | ISL Islândia           | 0               | 0                | 1                 | 1     |